# Вагины (Макарьевское сельское поселение)
 Вагины  — опустевшая деревня в Котельничском районе Кировской области в составе Макарьевского сельского поселения.

## География
Располагается на расстоянии примерно 13 км по прямой на юго-запад от центра поселения села Макарье.

## История
Была известна с 1873 года, когда здесь (тогда починок Скородумовский или Вагины) отмечно было дворов 16 и жителей 111, в 1905 (Скородумовский (Обакинцы, Вагины)) 16 и 96, в 1926 (уже деревня Вагины или Обакинцы или Скородумовский) 21 и 115, в 1950 12 и 50, в 1989 оставалось 7 человек.

## Население
Постоянное население составляло не было учтено как в 2002 году, так и в 2010.